# Stadio d'onore di Oujda
Stadio d'onore di Oujda (in arabo: الملعب الشرفي) è uno stadio di calcio situato nella città di Oujda in Marocco.
Ospita le partite casalinghe del Mouloudia Oujda.
È stato inaugurato nel 1977 e ristrutturato nel 2007. Possiede un tappeto erboso sintetico e una pista di atletica leggera da 8 corsie.
Ha una capienza di 35.000 posti a sedere.